# Sougy-sur-Loire
Sougy-sur-Loire település Franciaországban, Nièvre megyében. Lakosainak száma 590 fő (2022. január 1.). Sougy-sur-Loire Trois-Vèvres, Avril-sur-Loire, Decize, Druy-Parigny, La Machine és Saint-Léger-des-Vignes községekkel határos.

## Népesség
A település népessége az elmúlt években az alábbi módon változott:
| Lakosok száma | 658  | 663  | 625  | 606  | 598  | 592  | 585  | 590  |
|               | 2013 | 2015 | 2017 | 2018 | 2019 | 2020 | 2021 | 2022 |